# 戰火逃城
《戰火逃城》是一部由羅傑·史波提斯伍德執導，于2008年4月上映的跨國合拍電影，南京大屠殺，和抗日戰爭時代為背景，改编自英国记者乔治·霍格的事迹。

## 故事
乔纳森·雷·麦耶斯饰演的乔治·霍格是一位戰地記者，在南京落入日軍手上，因为拍摄了大量记录日本罪行照片，险些被日本人斩首，給當新四軍的陈汉生（周潤發饰）所救，成為好朋友。养伤期间躲到了黄石（实际是陕西凤县双石铺镇）的一所遗弃学校，并照顾没人看管的一群華人战争孤兒。為了逃離日軍追捕，喬治·何克帶領这群孤兒长征700公里，到达甘肃中部的山丹縣躲避战火。

## 角色
| 演員             | 角色                     |
| 乔纳森·雷·麦耶斯 | 喬治·何克（George Hogg） |
| 朗妲·米契        | 麗                       |
| 周潤發           | 陳漢生                   |
| 楊紫瓊           | 王老闆                   |

## 外部連線
- 互联网电影数据库（IMDb）上《黄石的孩子》的资料（英文）
- 时光网上《黄石的孩子》的資料（简体中文）
- 豆瓣电影上《黄石的孩子》的資料 （简体中文）